# Владислав Красінський
Владислав Красінський (пол. Władysław Wincenty Krasiński, 27 вересня 1844, Варшава, Російська імперія — 6 лютого 1873, Ментона, Франція) — польський письменник, граф, син поета Зигмунта Красінського та Елізи Красінської з Браніцьких, онук поета Вінцентія Красінського.
Навчався у Франції; повернувшись на батьківщину, з 1869 по 1872 щорічно випускав по тому видання «Biblijoteka Ordynacyi Krasińskich» за рукописами свого книжкового зібрання; окремо в 1868 видав «Dyjaryjusz sejmu piotrkowskiego z 1565 r.». Крім кількох брошур з права і політичної економії (французькою мовою), видав також «Przyczynek do histoiryi dyplomacyi w Polsce 1566-72» (Краків, 1872).